# Osmanabad Airport
Osmanabad Airport (franska: Aéroport d'Osmanabad) är en flygplats i Indien.   Den ligger i underdistriktet Osmanabad, distriktet Osmanabad och delstaten Maharashtra, i den centrala delen av landet, 1 200 km söder om huvudstaden New Delhi. Osmanabad Airport ligger 690 meter över havet.
Terrängen runt Osmanabad Airport är huvudsakligen platt. Osmanabad Airport ligger uppe på en höjd. Runt Osmanabad Airport är det tätbefolkat, med 343 invånare per kvadratkilometer. Närmaste större samhälle är Osmanabad, 11,1 km söder om Osmanabad Airport. Trakten runt Osmanabad Airport består till största delen av jordbruksmark.